# Platanthera huronensis
Platanthera huronensis là một loài lan phân bố từ Canada đến vùng đông trung tâm và vùng đông bắc Hoa Kỳ.

## Hình ảnh

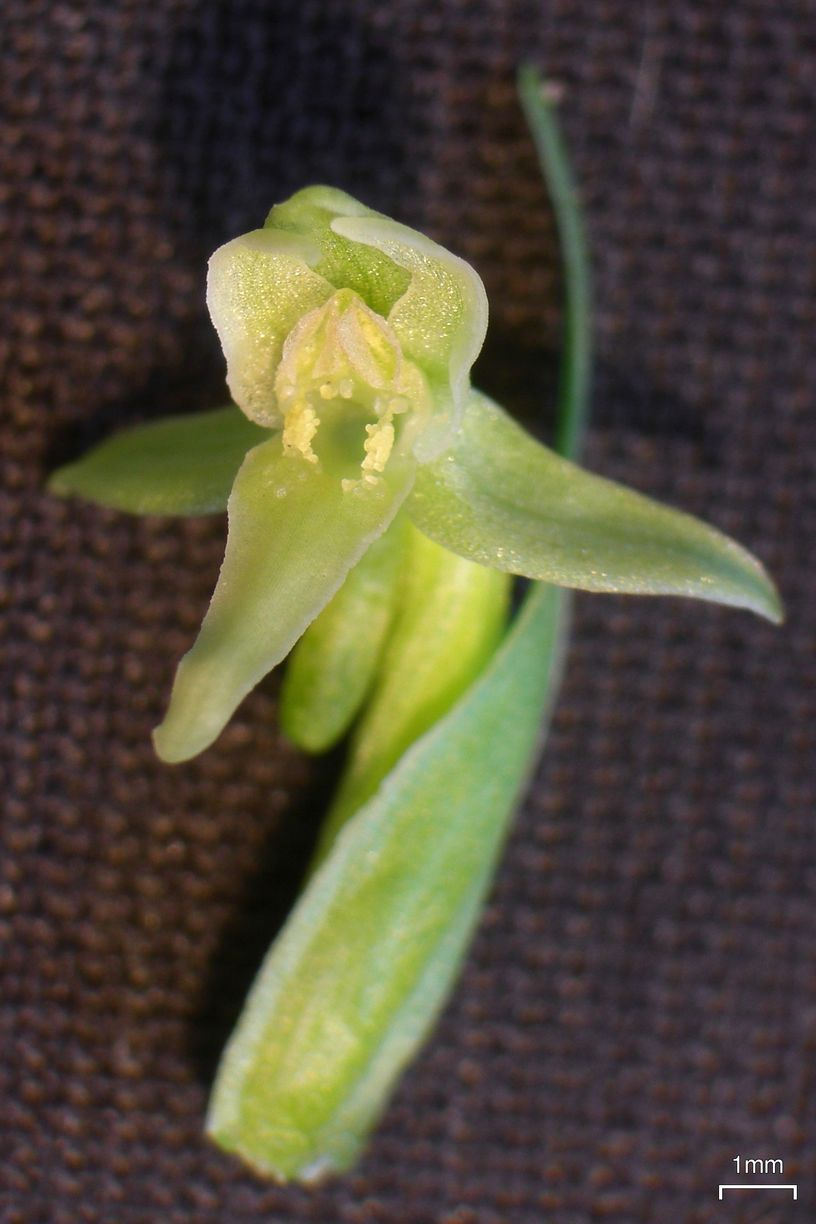
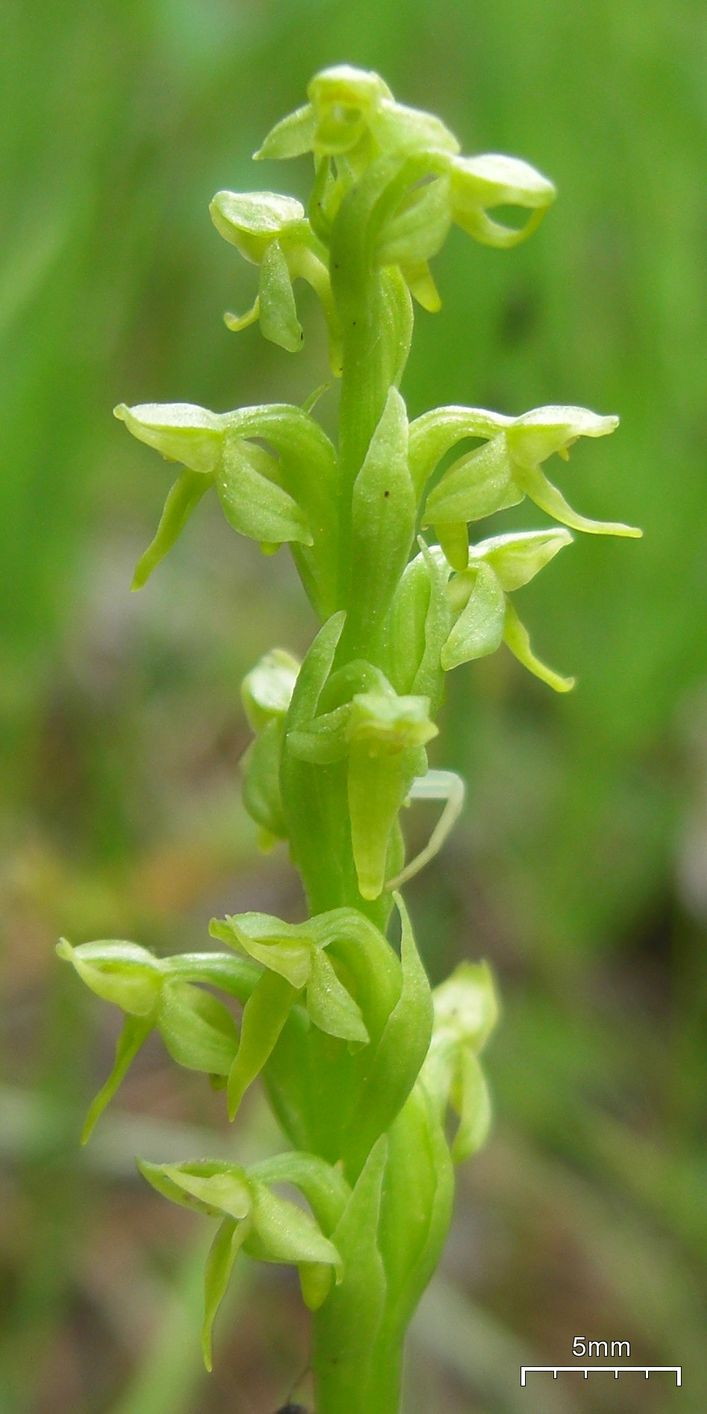
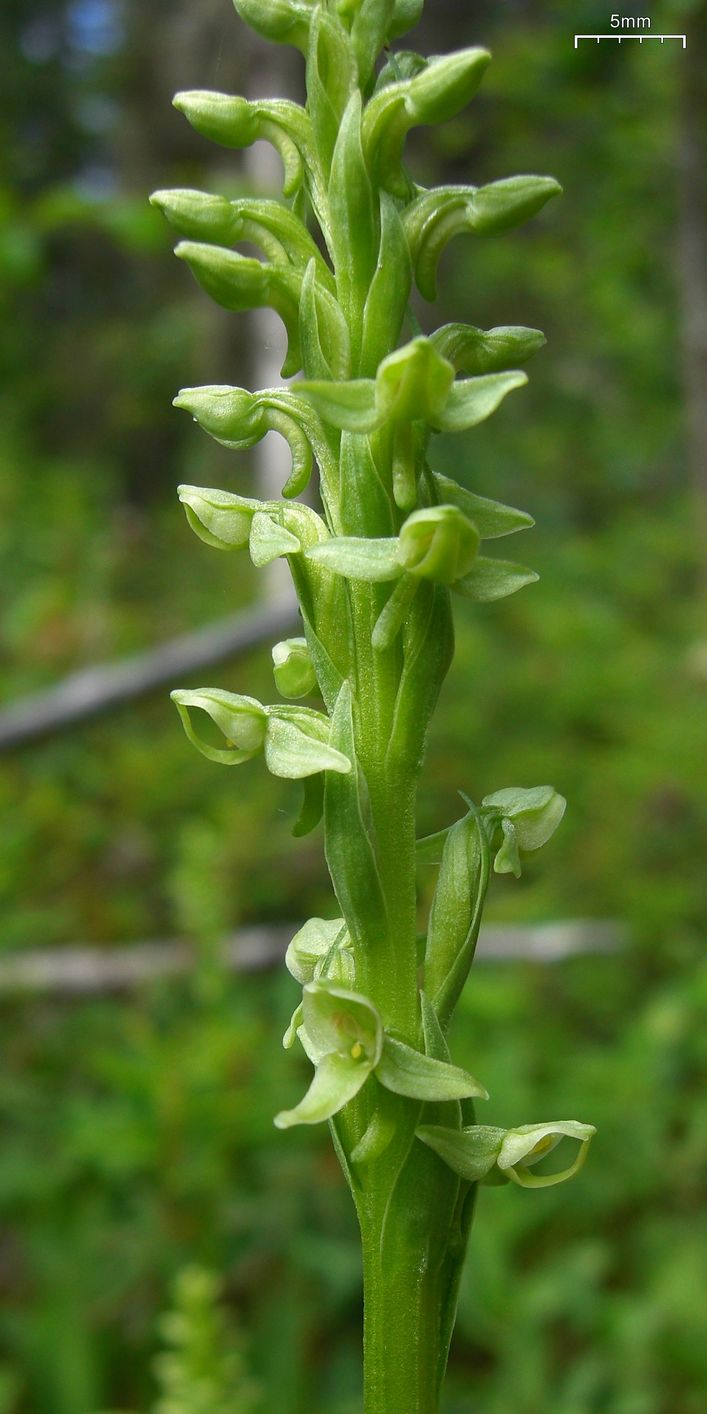